# Ada Hayden
Pour les articles homonymes, voir Hayden.
Ada Hayden (14 août 1884 - 12 août 1950) est une botaniste, enseignante et conservatrice américaine. Elle était la conservatrice de l'herbier de l'université d'État de l'Iowa, qui a été renommé en son honneur l'herbier « Ada Hayden (ISC) » en 1988. Au cours de sa carrière, elle a ajouté plus de 40 000 spécimens à l'herbier. Ses études et son travail de conservation ont été particulièrement importants pour assurer la préservation des prairies d'herbes hautes.
La réserve d'État de la prairie d'Ada Hayden, la première zone destinée à la préservation en vertu de la loi de 1965 sur les réserves d'État de l'Iowa, est nommée en son honneur,. Le parc du patrimoine Ada Hayden à Ames, dans l'Iowa, est également nommé en son honneur.

## Enfance et éducation
Ada Hayden est née le 14 août 1884 près d'Ames, dans l'Iowa, de Maitland David Hayden et Christine Hayden. Alors qu'elle est encore au lycée, Louis Hermann Pammel devient son mentor. Elle obtient une licence de l'université d'État de l'Iowa en 1908, où elle étudie la botanique, une maîtrise de la l'Université Washington de Saint-Louis en 1910 et un doctorat de l'université d'État de l'Iowa en 1918. Elle est la première femme et la quatrième personne à recevoir un doctorat de l'université d'État de l'Iowa,.

## Carrière
Ada Hayden enseigne la botanique en tant qu'instructrice à l'État de l'Iowa à partir de 1911, et continue dans ce rôle jusqu'à ce qu'elle obtienne son doctorat. Elle devient professeure adjointe de botanique en 1920, puis professeure adjointe de recherche à l'Agricultural Experimental Station de la région des lacs et conservatrice de l'herbier en 1934. Elle travaille en étroite collaboration avec Louis Pammel et Charlotte King, contribuant à « The Weed Flora of Iowa » en 1926 et au « Honey Plants of Iowa » en 1930.
Elle s'est concentrée sur les plantes des prairies de la région des lacs, et on lui attribue « probablement la meilleure étude publiée sur la flore indigène de toute la région de l'Iowa ». Elle est l'une des premières défenseuses de la préservation des prairies, écrivant et parlant en sa faveur. En 1944, elle et J. M. Aikman publient un rapport identifiant les zones possibles de prairies préservables dans l'Iowa et Ada Hayden devient directrice du « Prairie Project ». Elle développe une base de données d'informations pertinentes pour les décisions d'acquisition de terres, travaillant avec la State Conservation Commission (SCC) pour acheter des zones de prairie relictuelle.
Elle est une membre active de la Société américaine d'écologie pendant de nombreuses années.
Ada Hayden meurt d'un cancer en 1950, à l'âge de 65 ans. Elle est remplacée comme conservatrice de l'herbier par Richard Walter Pohl.